# Stefan Dohr
Stefan Dohr (Münster, 1965) és un trompista alemany.
És professor de l'Academia Herbert von Karajan i professor convidat al Conservatori de música Hanns Eisler de Berlín.
Nascut a 1965 a Münster, Stefan Dohr va estudiar amb el professor Wolfgang Wilhelmi a l'Escola de música d'Essen i a Colònia amb el professor Erich Penzel, abans de ser trompa solista de l'Òpera de Franfurt als 19 anys.
Ha ocupat aquesta posició a l'Orquestra Filharmònica de Niza, l'Orquestra Simfònica de Berlín i l'Orquestra del Festival de Bayreuth.
Des de 1993 és trompa solista de l'Orquestra Filharmònica de Berlín.